# Kocourkov (Jeníkov)
Kocourkov (německy Katzendorf) byla osada (část Jeníkova) v okrese Teplice. Nacházela se v Mostecké pánvi při úpatí Krušných hor mezi obcemi Jeníkov, Oldřichov a Hrob. Po odsunu německých obyvatel byla osada postupně zničena povrchovou těžbou hnědého uhlí postupujícím, dnes již bývalým dolem 1. Máj během padesátých let 20. století.
V minulosti byly v okolí menší doly na hnědé uhlí a železniční vlečka vedoucí do Oldřichova. V současnosti se v místě nachází les a v nejbližší blízkosti golfové hřiště a umělé jezero Barbora, vzniklé zatopením stejnojmenného povrchového dolu.

## Obyvatelstvo

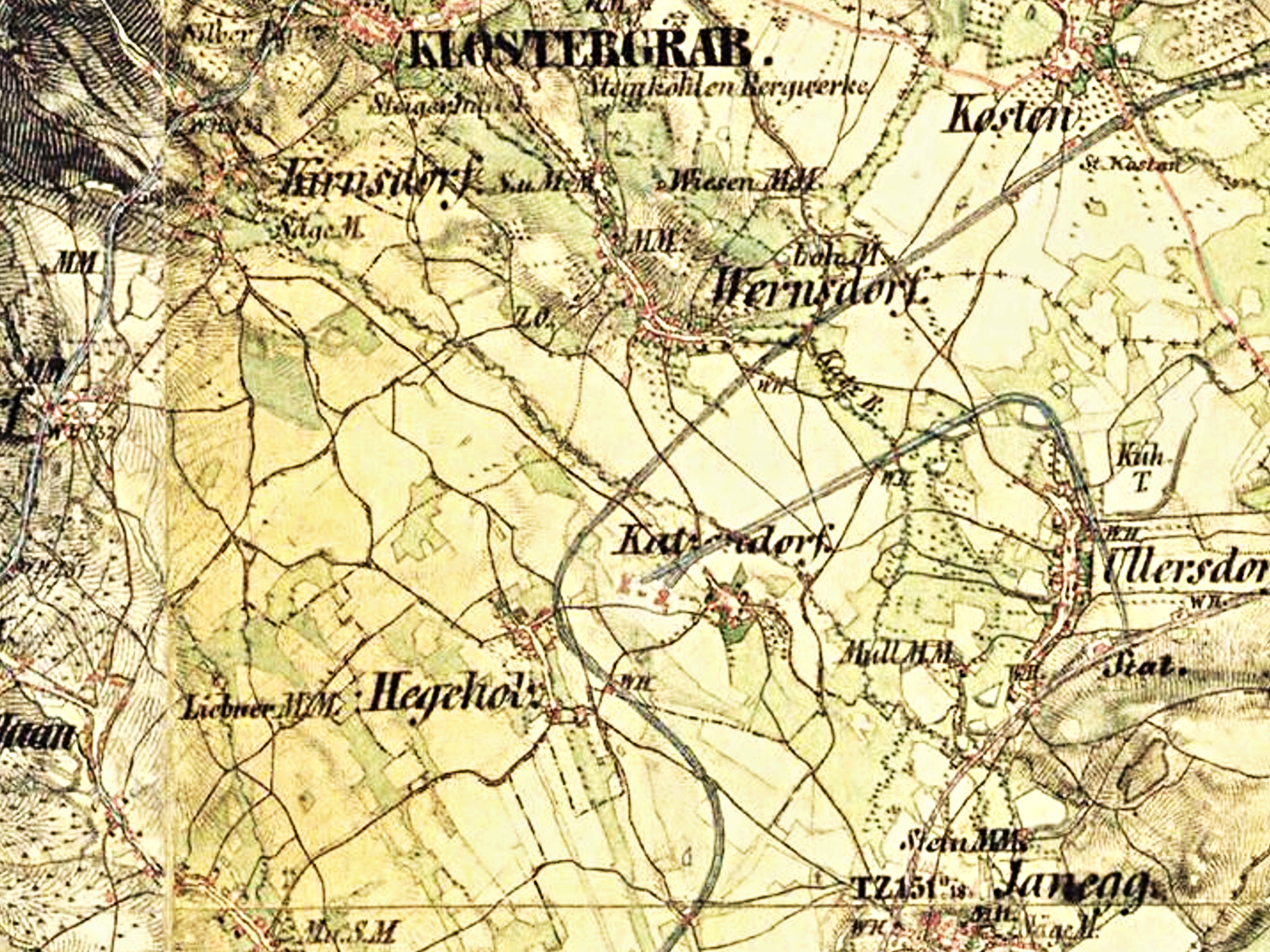
Kocourkov (Katzendorf) a další zaniklé vesnice na mapě z první poloviny 19. století

Při sčítání lidu v roce 1921 zde žilo 112 obyvatel (z toho 52 mužů), z nichž bylo sedm Čechoslováků a 105 Němců. Všichni se hlásili k římskokatolické církvi. Podle sčítání lidu z roku 1930 měla vesnice 130 obyvatel: sedm Čechoslováků, 122 Němců a jednoho cizince. Většina jich byla římskými katolíky, ale žilo zde také čtrnáct evangelíků a jeden člověk bez vyznání.
|           | 1869 | 1880 | 1890 | 1900 | 1910 | 1921 | 1930 | 1950 |
| --------- | ---- | ---- | ---- | ---- | ---- | ---- | ---- | ---- |
| Obyvatelé | 148  | 81   | 107  | 101  | 125  | 112  | 130  | 52   |
| Domy      | 15   | 17   | 19   | 21   | 23   | 23   | 25   | 22   |